# Tân Quảng
Tân Quảng (tên thật: Nguyễn Tân Quảng, sinh năm 1948) là một nhà thơ Việt Nam, hội viên Hội Nhà văn Việt Nam. Ông đã xuất bản 9 tập thơ, với nhiều bài được đăng trên các báo chí và tạp chí văn học uy tín trong nước, và từng đạt một số giải thưởng về sáng tác thơ.

## Tiểu sử
Tân Quảng sinh năm 1948 tại Gia Bình, Bắc Ninh. Ông bắt đầu sáng tác thơ từ thời trẻ và tham gia hoạt động văn nghệ từ địa phương đến trung ương. Ông hiện là hội viên Hội Văn học Nghệ thuật tỉnh Bắc Giang, hội viên Hội Nhà văn Việt Nam, và là một trong các thành viên sáng lập Nhóm bút Xương Giang – một nhóm sáng tác văn học nghệ thuật địa phương.

## Sự nghiệp
Tân Quảng đã xuất bản 9 tập thơ với nhiều chủ đề gần gũi đời sống, quê hương và con người. Một số tập thơ tiêu biểu của ông bao gồm:
- Mưa không qua ngọ – NXB Hội Nhà văn, 2004
- Bóng quê – NXB Hội Nhà văn, 2007
- Lá nhú chân chim – NXB Hội Nhà văn, 2011
- Buồn trong leo lẻo – NXB Hội Nhà văn, 2014
- Viết rồi lại xoá – NXB Hội Nhà văn, 2017
- Chiều lọt kẽ tay – NXB Hội Nhà văn, 2018
- Rơm vàng rối bước ngõ quê – NXB Hội Nhà văn, 2020
- Lục bát làm thuyền – NXB Hội Nhà văn, 2022
- Giếng sâu múc chẳng cạn trời – NXB Hội Nhà văn, 2024

Các sáng tác của ông thường xuất hiện trên nhiều báo chí và tạp chí uy tín như: Báo Văn nghệ, Quân đội Nhân dân, Người Hà Nội, Văn học Sài Gòn, Báo Văn nghệ Bắc Giang, Ngày Mới Online...

## Phong cách sáng tác
Thơ của Tân Quảng chủ yếu sử dụng thể thơ lục bát, mang đậm chất truyền thống dân gian, kết hợp với cảm xúc cá nhân sâu sắc. Hình ảnh trong thơ ông mộc mạc, gần gũi, gợi nhắc ký ức làng quê và những giá trị văn hóa dân tộc. Ông được nhận xét là một trong những cây bút lục bát có giọng thơ riêng và trung thành với hồn thơ quê hương.

## Giải thưởng
Tân Quảng từng nhận nhiều giải thưởng trong các cuộc thi sáng tác thơ, trong đó có:
- Giải B thơ toàn quốc (do Báo Văn nghệ tổ chức)
- Giải thưởng của Hội Văn học Nghệ thuật tỉnh Bắc Giang
- Giải thơ Lục bát của các tạp chí văn nghệ

## Tác phẩm tiêu biểu
Một số bài thơ được công chúng biết đến:
- "Một đời lục bát"
- "Tháng giêng"
- "Một mẹ nuôi đủ 10 con"
- "Nhà quê bạn với điếu cày"
- "Một thoáng về rơm"
- "Nhớ mẹ"
- "Đoản khúc tháng ba"
- "Mượn câu lục bát làm thuyền"

## Đánh giá
Bài viết trên các báo như Báo Văn nghệ, Người Hà Nội, Văn học Sài Gòn đều đánh giá cao phong cách thơ lục bát của Tân Quảng. Ông được coi là một trong những nhà thơ trung thành với tinh thần dân tộc trong thơ ca hiện đại.